# Pasión (série télévisée)
Pasión, est une telenovela mexicaine diffusée en 2007 - 2008 par Canal de las Estrellas.

## Distribution
- Susana González - Camila Darién Vda. De Salamanca / Camila Darién de Salamanca y Almonte
- Fernando Colunga - Ricardo De Salamanca Y Almonte 'El Antillano'
- Daniela Castro - Lisabeta De Salamanca
- José Elías Moreno - Alberto Lafont y Espinoza
- Juan Ferrara - Jorge Mancera y Ruiz
- Marisol del Olmo - Jimena Hernández
- Rocío Banquells - Ofelia de Márquez
- Sebastián Rulli - Santiago Márquez / Santiago Mancera y Ruiz
- Maya Mishalska - Úrsula Mancera y Ruiz Mendoza
- Raymundo Capetillo - Justo Darién
- Germán Robles -Timoteo
- Eric del Castillo - Gaspar
- Isela Vega - La Paisana
- Mariana Karr - Sofía Mendoza de Mancera y Ruiz
- Kika Edgar - Inés Márquez de Darién
- William Levy - Vasco Darién
- Alberto Estrella - Mario Fuentes
- Maité Embil - Rita Darién de Márquez/Rita Darién de Mancera y Ruiz
- Marcelo Córdoba - Ascanio González
- Anaís - Manuela Lafont y Espinoza
- Gabriela Rivero - Fortunata
- Maty Huitrón - Francisca De Salamanca
- Hugo Macías Macotela - Marcelino
- Luis José Santander - John Foreman
- Toño Mauri - Álvaro Fernández de la Cueva
- Alejandro Ávila - Pirata Juancho
- Paco Ibáñez - Pirata
- Emoé de la Parra - Mercedes Vda. de Salamanca
- Andrés Zuno - Bernabé
- Rafael Rojas - Coronel José María de Valencia
- Alejandro Felipe - Paco Darién
- Eduardo Linares - Claudio Fernández de la Cueva
- Toño Infante - Gonzalo
- Antonio Brenan - Crispín
- Jorge Brenan - Pancho
- Arturo Vázquez- Pablo
- Carlos López Estrada - Claudio Fernández de la Cueva
- Jorge Trejo - Ángel
- Jorge Noble - Bermejo
- Vicente Herrera (acteur) - Lázaro
- José Antonio Barón - Agustín
- Chao - Enrique Reyes
- Luis Couturier - Padre Lorenzo
- Maya Ricote Rivero - Tita
- Martín Ferro - Mateo
- Rocío Gallardo - Nicéfora
- Yoshio - El Chino
- Oscar Ortiz de Pinedo - Salvador
- Evelyn Solares - Ágata
- Luis Reynoso - Pirata
- Lorena Enríquez - Conchita
- Iliana de la Garza - Cleotilde
- Aurora Clavel
- Sheyla
- Tina Romero
- Rafael Inclán